# Cô Tô (xã)
Cô Tô là thị trấn huyện lỵ của huyện Cô Tô, tỉnh Quảng Ninh, Việt Nam.
Thị trấn Cô Tô có diện tích 6,5 km², dân số năm 1999 là 2.010 người, mật độ dân số đạt 309 người/km².